# Nam Hồng, Tiền Hải
Nam Hồng là một xã thuộc huyện Tiền Hải, tỉnh Thái Bình, Việt Nam.

## Địa lý - Hành chính
Địa giới hành chính xã phía Đông giáp với xã Nam Hưng và Nam Trung; phía Nam giáp với sông Hồng và sông Giao Thủy; phía Tây giáp xã Nam Hải; phía Bắc giáp xã Nam Hà. Đây là địa phương có dự án Đường cao tốc Ninh Bình – Hải Phòng đi qua.
Xã có diện tích 8,57 km², dân số năm 1999 là 9.233 người, mật độ dân số đạt 1.077 người/km².
Trước năm 2006, xã được chia làm 16 xóm, về sau chia lại thành 7 thôn:
- Phú Lâm (X5+X6)
- Đông Biên Nam (X3+X4)
- Đông Biên Bắc (X1+X2)
- Tam Bảo (X7+X8+X9)
- Viên Ngoại(X10+X11+16)
- Phương Viên (X12+X15)
- Phương Giang (X13+X14)

## Kinh tế
Kinh tế xã chủ yếu là nông nghiệp trồng trọt và chăn nuôi.

## Giáo dục
Xã có Trường mầm non Nam Hồng, trường tiểu học và trường trung học cơ sở.